# New York Yankees
A New York Yankees egy amerikai baseballcsapat. A Major League Baseballban az Amerikai Liga Keleti Csoportjában játszanak. Egyike a két New York-i profi baseballcsapatnak, székhelyük Bronxban, a város egyik kerületében van. A legsikeresebb klub a Major League történetében, összesen 27-szer nyerték meg a World Series-t.

## Történet

### Alapítás
Az 1900-as évad végén az Amerikai Liga újjászerveződött, profi ligának kiáltotta ki magát és a már korábban meglévő öt csapat mellé még hármat vett fel a keleti-partról. Az egyiket a Baltimore-ból, ahol a helyi csapat az Orioles egy évvel korábban kikerült a Nemzeti Ligából. Az újszervezett Amerikai Liga vezetőinek feltett szándéka volt, hogy New Yorkból is legyen csapatuk, de ezt abban az évben nem sikerült megvalósítani.
Az 1902-es évadban az Orioles vezetője, John McGraw vitába keveredett a liga vezetőivel a pályán való hangoskodás miatt. A vita annyira elmérgesedett, hogy McGraw évad közben átment a New York Giants-hez. Egy héttel később a Giants vezetői befolyást szereztek az Orioles-ban és a tehetséges játékosokat New Yorkba vitték. 1903 januárjában az Amerikai és a Nemzeti Liga "békét kötött" és megegyeztek a jövőbeli együttműködésről. A Nemzeti Liga beleegyezett, hogy az AL baltimore-i csapata New Yorkba költözzön. A csapat könnyen talált stadiont, mert tulajdonosait szoros szálak fűzték a helyi politikusokhoz, az egyikőjüket egy évvel korábban korrupció miatt mozdították el rendőrfőnöki állásából.

### Highlanders
A klub első otthona Manhattanben a 165. utca és a Broadway sarkán volt, közel a sziget legmagasabb pontjához. A területet ezért Hilltop Parknak (Hegytető park) hívták, a csapat pedig a New York Highlanders (New York-i Hegylakók) nevet kapta. Az 1904-es és 1910-es csoport második helyet leszámítva a játék nem ment túl jól. A korrupt vezetés és egyes játékosok viselkedése miatt bundagyanúba keveredtek, de ez nem nyert bizonyítást.

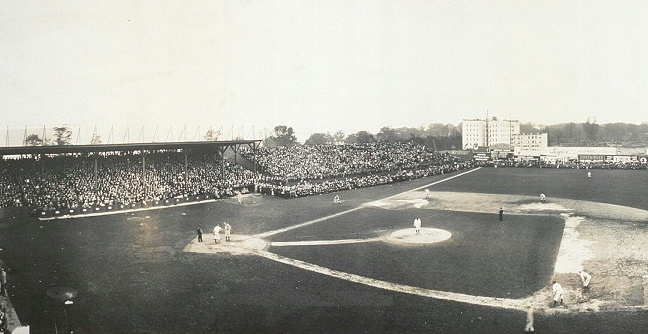
A Hilltop Park 1911-ben

Az 1904-es évad utolsó találkozóján, az utolsó inningben Jack Chesbro New York-i pitcher rosszul dobott (wild pitch) és ezzel a Boston Americans megnyerte a meccset és liga-bajnokságot, ami később baseball-történelmi jelentőségű lett. Mivel korábban a Highlanders állt nyerésre a Giants bejelentette, hogy nem vesz részt a World Series-en, mert nem akar egy Amerikai Ligás vagyis "amatőr" csapat ellen játszani. Az elhatározás mellett annak ellenére kiállt, hogy végül a Boston nyert. A média felháborodása oda vezetett, hogy a Giants tulajdonosa, John T. Brush egy bizottságot alakított, a World Series szabályainak megalkotására. 1904-et kivéve csak 1994-ben nem rendeztek World Series, akkor a baseballjátékosok sztrájkja miatt maradt el.
A két csapat közti viszony 1911-ben enyhült meg, amikor a Highlanders megengedte, hogy amíg a Giants leégett stadionját helyreállítják a csapat a Hilltop Parkban játsszon. 1913-1922-ig pedig a Highlanders költözött a Polo Grounds-ra, riválisa pályájára. A Yankees nevet először az újságírók, becenévként ragasztották a csapatra, majd amikor elköltöztek a Hilltop Parkból és a Highlanders név érvényét vesztette szinte már csak ezen a néven emlegették, így a "New York Yankees" lett a klub hivatalos neve is.
Az 1910-es évek közepén a tulajdonosok elhidegültek egymástól, és mivel mindkettőjüknek pénzre volt szükségük 1915-ben eladták a klubot Jacob Ruppert ezredesnek és Tillinghast L'Hommedieu Huston századosnak.

## Csapatjelképek
- Csapatszínek: Sötétkék, fehér.
- Emblémák:
  - Csapatembléma: Piros körvonalú baseball-labdára írt piros Yankees felirat, amiben a "k" betű függőleges szára baseball ütőt formáz és a felső végére egy "Uncle Sam" stílusú cilinder van téve. A cilinder karimájának alsó része eredetileg kék volt, de az 1970-es évektől fehéret használnak.
  - Sapkaembléma: Egymást keresztező "N" és "Y". A forma alapjául a Charles Lewis Tiffany által tervezett New York-i rendőrségi kitüntetés (NYPD Medal of Honor) szolgált, bár az egymást keresztező "NY"-t először a New York Giants használta, 1901-ben.
- Mez: A hazai meccseken hordott mez fehér, vékony, függőleges kék csíkokkal, az ingen bal oldalon keresztező kék "N" és "Y". Az idegenbeli mez szürke, "NEW YORK" felirattal az ing elején. Az ing hátán csak a játékos szám látható, a neve nincs feltüntetve. Mind hazai, mind idegenbeli mérkőzéseken sötétkék sapkát viselnek. 1929-ben a Yankees volt az első csapat amelyik bevezette a mezszámok viselését. A számokat a pályára lépési sorrend alapján adták ki, Earle Combs viselte az 1-est, Mark Koenig a 2-est, Babe Ruth a 3-ast, Lou Gehrig a 4-est stb. Játékos neve soha nem szerepelt Yankees mezen, ennek ellenére gyártanak olyan szurkolóknak szánt mezeket, amelyeken a játékos neve is fel van tüntetve.
- Szurkolói dalok: 1967 óta a csapat hivatalos dala a "Here Come the Yankees". A stadionban a mérkőzés végén a híres "New York, New York" című dalt játsszák; Frank Sinatra feldolgozását, ha a csapat nyert és az eredeti Liza Minnelli változatot, ha vesztett. A stadionban a szurkolók biztatására szokták még játszani a Zorba a görög betétdalát, YMCA-t, a Cotton Eyed Joe-t és az Enter Sandman-t a Metallicától.
- Csapatmottó: "Courage, Tradition, Heart" (Bátorság, Hagyomány, Szív).
- Kabalafigura: A Yankees-nek nincs kabalafigurája.

## Yankees játékosok a Baseball Hírességek Csarnokában
| A Yankees-nél nyújtott teljesítményük alapján beválasztott játékosok: - Ed Barrow, menedzser, 1921-46 - Yogi Berra, kapó (catcher), leftfielder, 1946-63; menedzser, 1964, 1984-85 - Jack Chesbro, dobó (pitcher), 1903-09 - Earle Combs, centerfielder, 1924-35 - Bill Dickey, kapó, 1928-43, 1946; menedzser, 1946 - Joe DiMaggio, centerfielder, 1936-42, 1946-51 - Whitey Ford, dobó, 1950, 1953-67 - Lou Gehrig, első baseman, 1923-39 - Lefty Gomez, dobó, 1930-42 - Waite Hoyt, dobó, 1921-30 - Miller Huggins, menedzser, 1918-29 - Willie Keeler, rightfielder, 1903-09 - Tony Lazzeri, második baseman, 1926-37 - Mickey Mantle, centerfielder, 1951-68 - Joe McCarthy, menedzser, 1931-46 - Herb Pennock, dobó, 1923-33 - Phil Rizzuto, shortstop, 1941-42, 1946-56 - Red Ruffing, dobó, 1930-42, 1945-46 - Babe Ruth, rightfielder, 1920-34 - Casey Stengel, menedzser, 1949-60 - George Weiss, General Manager, 1947-60 - Dave Winfield, leftfielder, rightfielder, 1981-88, 1990 |  | Más csapatoknál és a Yankees-nél nyújtott teljesítményük alapján beválasztott játékosok: - Frank Baker, harmadik baseman, 1916-19, 1921-22 - Wade Boggs, harmadik baseman, 1993-97 - Roger Bresnahan, kapó, 1901-02 - Frank Chance, első baseman-menedzser, 1913-14 - Stan Coveleski, dobó, 1928 - Leo Durocher, menedzser (második baseman, shortstop, 1925, 1928-29) - Clark Griffith, dobó, menedzser, 1903-07 - Burleigh Grimes, dobó, 1934 - Bucky Harris, menedzser, 1947-48 - Catfish Hunter, dobó, 1975-79 - Reggie Jackson, rightfielder, 1977-81 - Joe Kelley, centerfielder, 1902 (Baltimore) - Bob Lemon, menedzser, 1978-79, 1981-82 - Joe McGinnity, dobó, 1901-02 (Baltimore) - John McGraw, menedzser (harmadik baseman-menedzser, 1901-02) - Johnny Mize, első baseman, 1949-53 - Phil Niekro, dobó, 1984-85 - Gaylord Perry, dobó, 1980 - Wilbert Robinson, kapó, 1901-02; menedzser, 1902 (Baltimore) - Joe Sewell, harmadik baseman, 1931-33 - Enos Slaughter, leftfielder, 1954-55, 1956-59 - Dazzy Vance, dobó, 1915, 1918 - Paul Waner, rightfielder, 1944-45 |

## Visszavont mezszámok

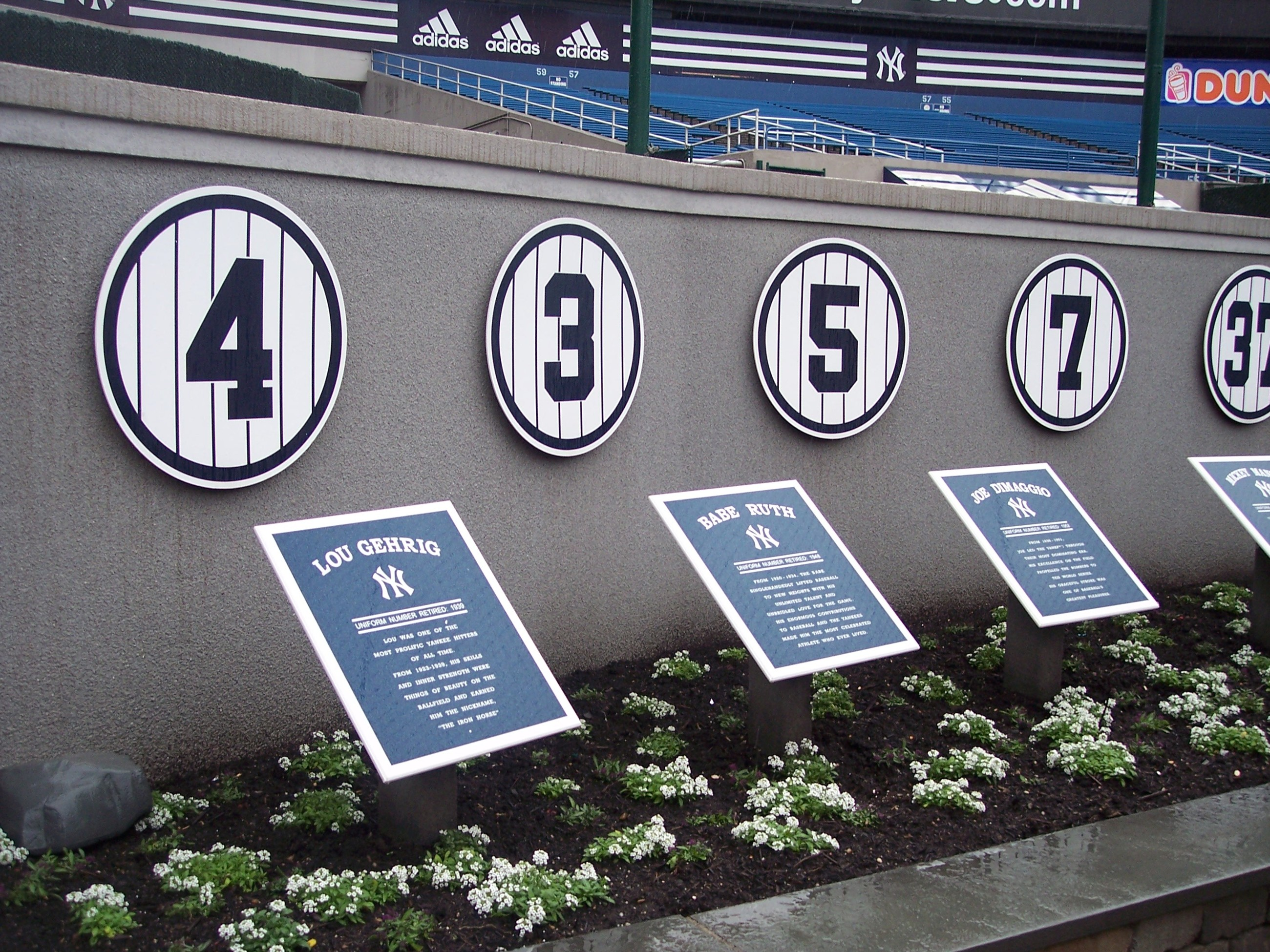
Emlékfal a Yankee stadionban

- 1 Billy Martin, második baseman, menedzser. Visszavonva: 1986
- 3 Babe Ruth, right fielder. Visszavonva: 1948
- 4 Lou Gehrig, első baseman. Visszavonva: 1939
- 5 Joe DiMaggio, centerfielder. Visszavonva: 1952
- 7 Mickey Mantle, centerfielder. Visszavonva: 1969
- 8 Yogi Berra, kapó (catcher). Visszavonva: 1972
- 8 Bill Dickey, kapó (catcher). Visszavonva: 1972
- 9 Roger Maris, rightfielder. Visszavonva: 1984
- 10 Phil Rizzuto, shortstop. Visszavonva: 1985
- 15 Thurman Munson, kapó (catcher). Visszavonva: 1979
- 16 Whitey Ford, dobó (pitcher). Visszavonva: 1974
- 23 Don Mattingly, első baseman. Visszavonva: 1997
- 32 Elston Howard, kapó (catcher). Visszavonva: 1984
- 37 Casey Stengel, menedzser. Visszavonva: 1970
- 42 Jackie Robinson, a teljes Major League-ből visszavonták
- 44 Reggie Jackson, rightfielder. Visszavonva: 1993
- 49 Ron Guidry, dobó (pitcher). Visszavonva: 2003

## Érdekességek
- A Yankees és a Boston Red Sox közötti rivalizálás a legrégebbiek a baseballban.
- Híres Yankees szurkolók: Paul Simon, Hillary Clinton, Tom Cruise, James Hetfield, Nicole Kidman, Henry Kissinger, Spike Lee, Jennifer Lopez, Jack Nicholson, Robert De Niro, Sarah Jessica Parker, Adam Sandler, Bruce Springsteen, Donald Trump, Denzel Washington, Robin Williams, Bruce Willis. A legtöbb híres szurkolója kétségtelenül a Yankeesnek van.
- A csapat a tavaszi edzőtáborozást Tampában (Florida) tartja.
- Amióta George Steinbrenner a tulajdonos, a játékosoknak tilos hosszú hajat vagy szakállat hordani.

## Külső hivatkozások
- New York Yankees hivatalos weboldal Archiválva 2006. október 18-i dátummal a Wayback Machine-ben
- Baseball-Reference.com – year-by-year franchise index
- Baseball Almanac
- The Baseball Page
- Article on the Yankees Salary
- Sports E-Cyclopedia